# Автово (станция метро)
«А́втово» — станция Петербургского метрополитена. Входит в состав Кировско-Выборгской линии, расположена между станциями «Кировский завод» и «Ленинский проспект».
Станция открыта 15 ноября 1955 года в составе первой очереди метрополитена «Автово» — «Площадь Восстания», причём именно на станцию «Автово» прибыл первый поезд Ленинградского метрополитена. Названа по расположению в историческом районе Автово.
15 декабря 2011 года Советом по сохранению культурного наследия станция внесена в единый государственный реестр объектов культурного наследия регионального значения.
В 2014 году, по версии влиятельного английского издательства Guardian, станция «Автово» попала в список 12 красивейших станций мира, также в 2023 году красоту станции оценил  американский предприниматель и инженер Илон Маск.
Существуют варианты, как станция могла выглядеть по довоенному проекту. По одному из них все колонны на ней должны были быть из материала, имитирующего хрусталь (по другим утверждениям, стекло) и, кроме того, подсвечивающимися, чего не произошло, поскольку подрядчик не успевал выполнить работы в срок (по другой версии, из-за сложностей в ремонте и обслуживании). Также изначально временную облицовку белым мрамором 16 колонн из 48 впоследствии оставили такой из-за постановления ЦК КПСС и Совета министров СССР «Об устранении излишеств в проектировании и архитектуре» от 4 ноября 1955 года. По другому варианту станция планировалась пилонной глубокого заложения, что было пересмотрено в послевоенные годы из соображений экономии.

## Наземные сооружения
Павильон станции выполнен по проекту архитекторов Е. А. Левинсона и А. А. Грушке. Инженер — С. М. Эпштейн. Располагается на проспекте Стачек между домами № 94 и 90. Оформлен мощным двойным шестиколонным портиком и куполом на большом световом барабане.
Основание купола опоясывает надпись:
«Cлава в веках доблестным защитникам Ленинграда, в битвах отстоявшим город-герой»
(в первоначальном варианте «Великому Сталину слава»). Фасады павильона станции украшают панно «Оборона Петрограда в 1919 году» и «Оборона Ленинграда в 1941—1943 годах», работы скульпторов В. И. Ингал, В. Н. Бельской, В. И. Гордона, В. В. Чибрикова, Е. В. Щегловой и М. П. Щеглова.

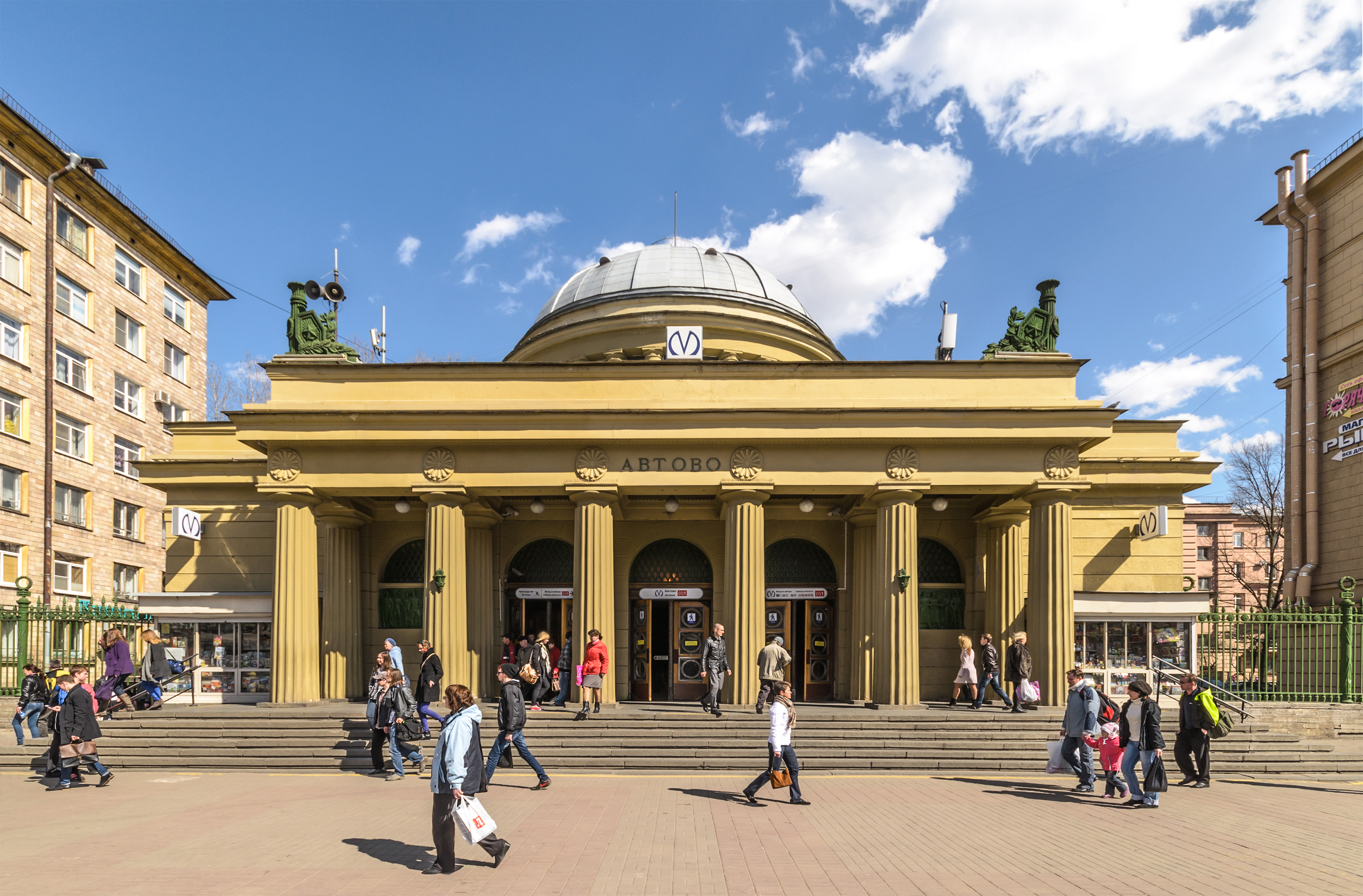
Павильон станции
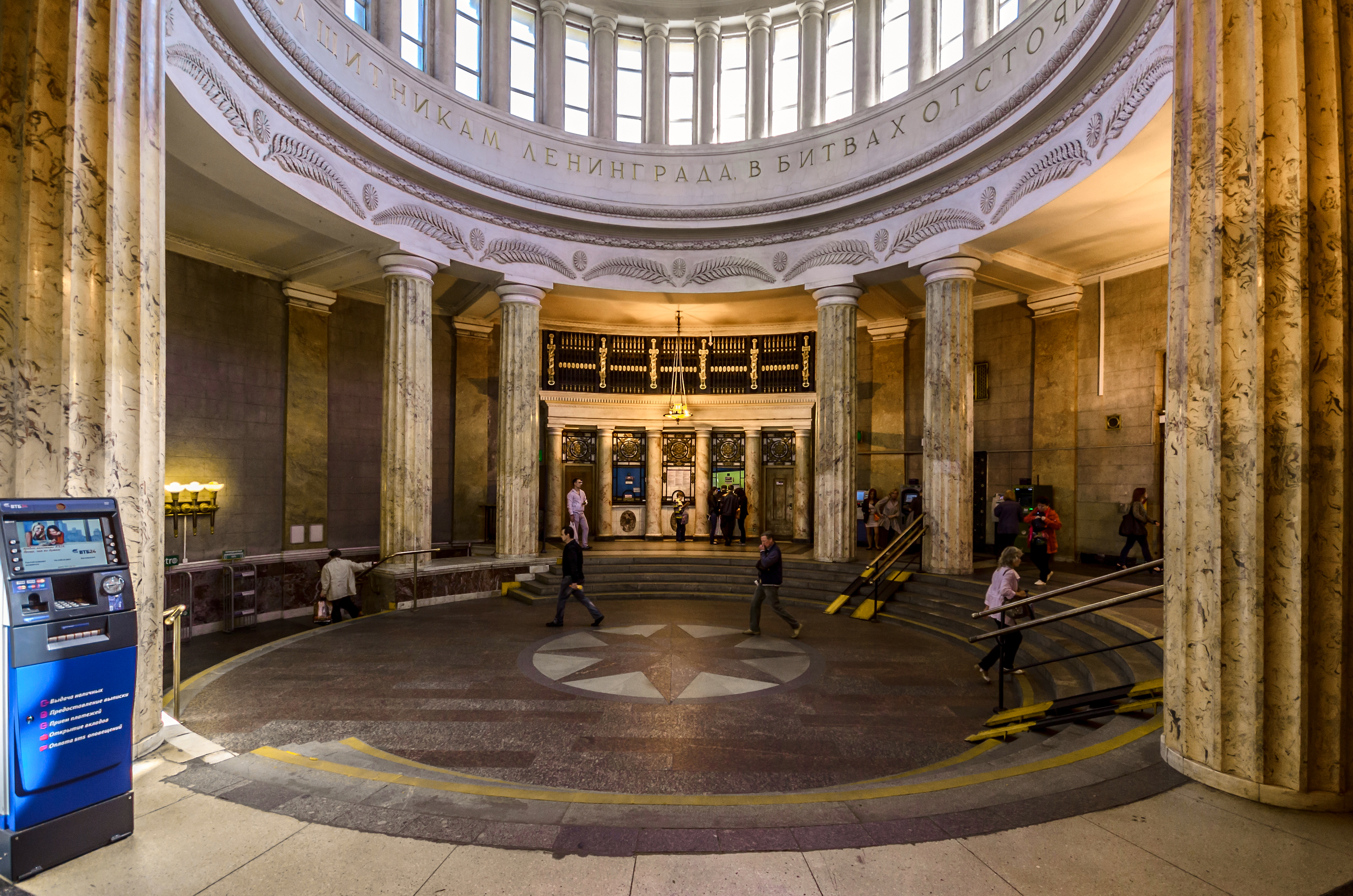
Вестибюль
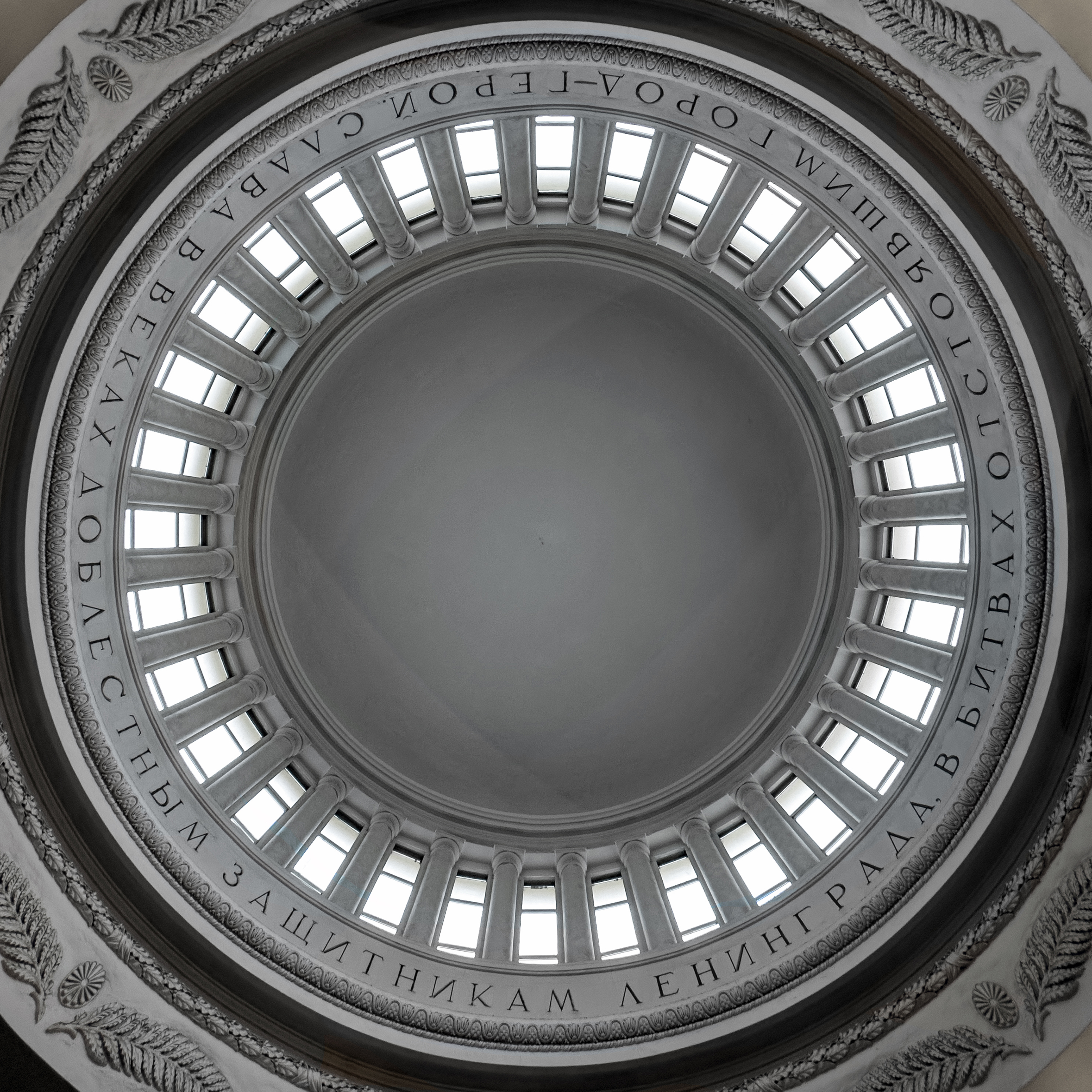
Купол вестибюля

При входе на станцию задумывалась установка профиля И. В. Сталина, но от этой идеи к 1955 году отказались. В павильоне установлено панно «Защитники Ленинграда», работы скульпторов В. И. Гордона и Р. Р. Бельского.
Выход со станции расположен в её северном торце. На станции отсутствуют эскалаторы, в станционный зал ведёт широкая, облицованная красным мрамором, винтовая лестница. В 2004 году кассы переведены из верхнего вестибюля в средний. Ныне работают кассы в среднем и верхнем вестибюле (информация на 2020 год).

## Подземные сооружения
«Автово» — колонная станция мелкого заложения (глубина — 12 м). Единственная в первой очереди станция мелкого заложения. Подземный зал сооружён по проекту архитекторов Е. А. Левинсона, А. А. Грушке и инженера С. М. Эпштейна. Большую помощь в создании станции оказали учёные, особенно известный знаток художественного стекла, член-корреспондент Академии Наук Н. Н. Качалов.

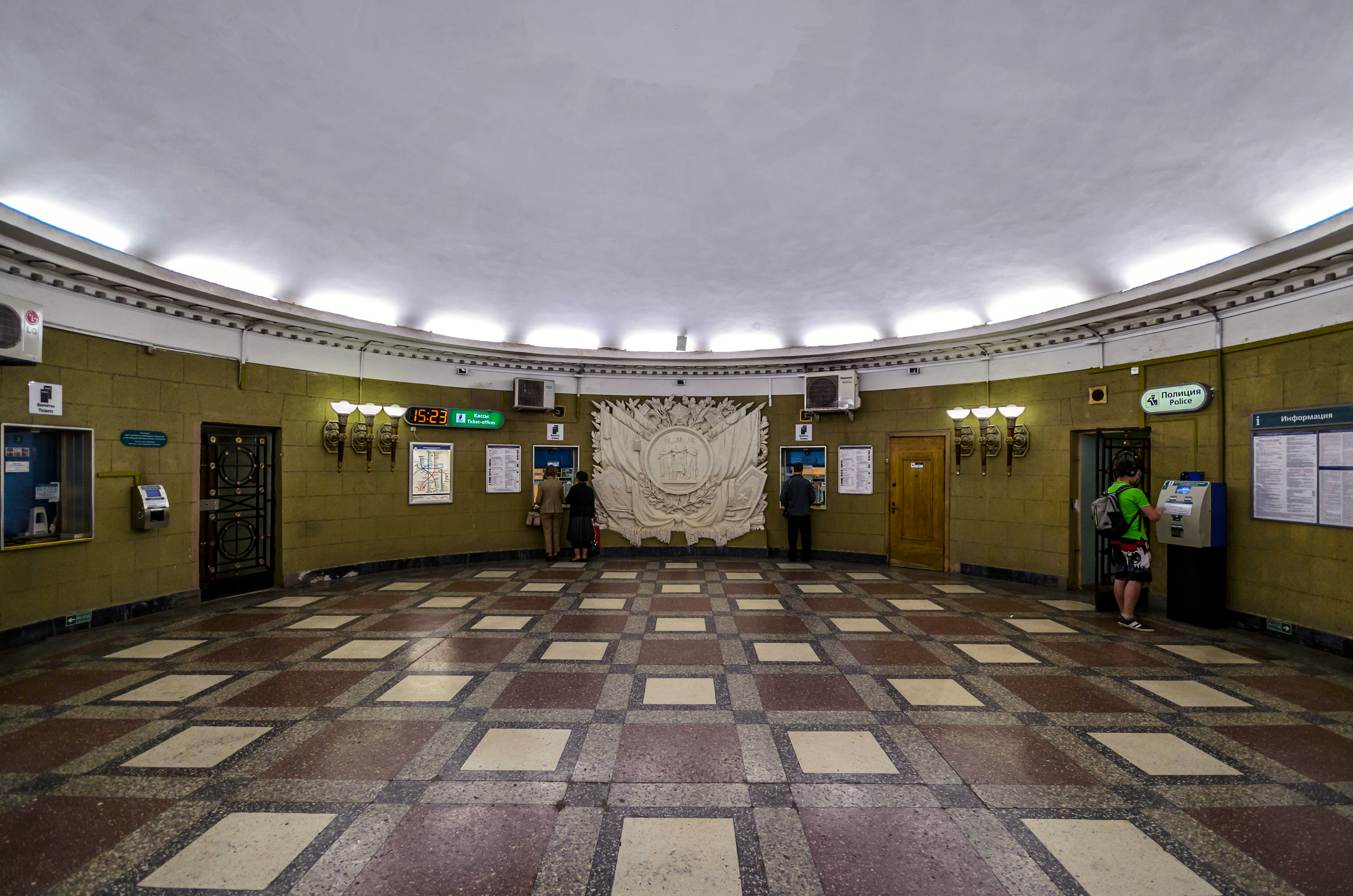
Кассовый зал
Мозаичное панно «Победа»
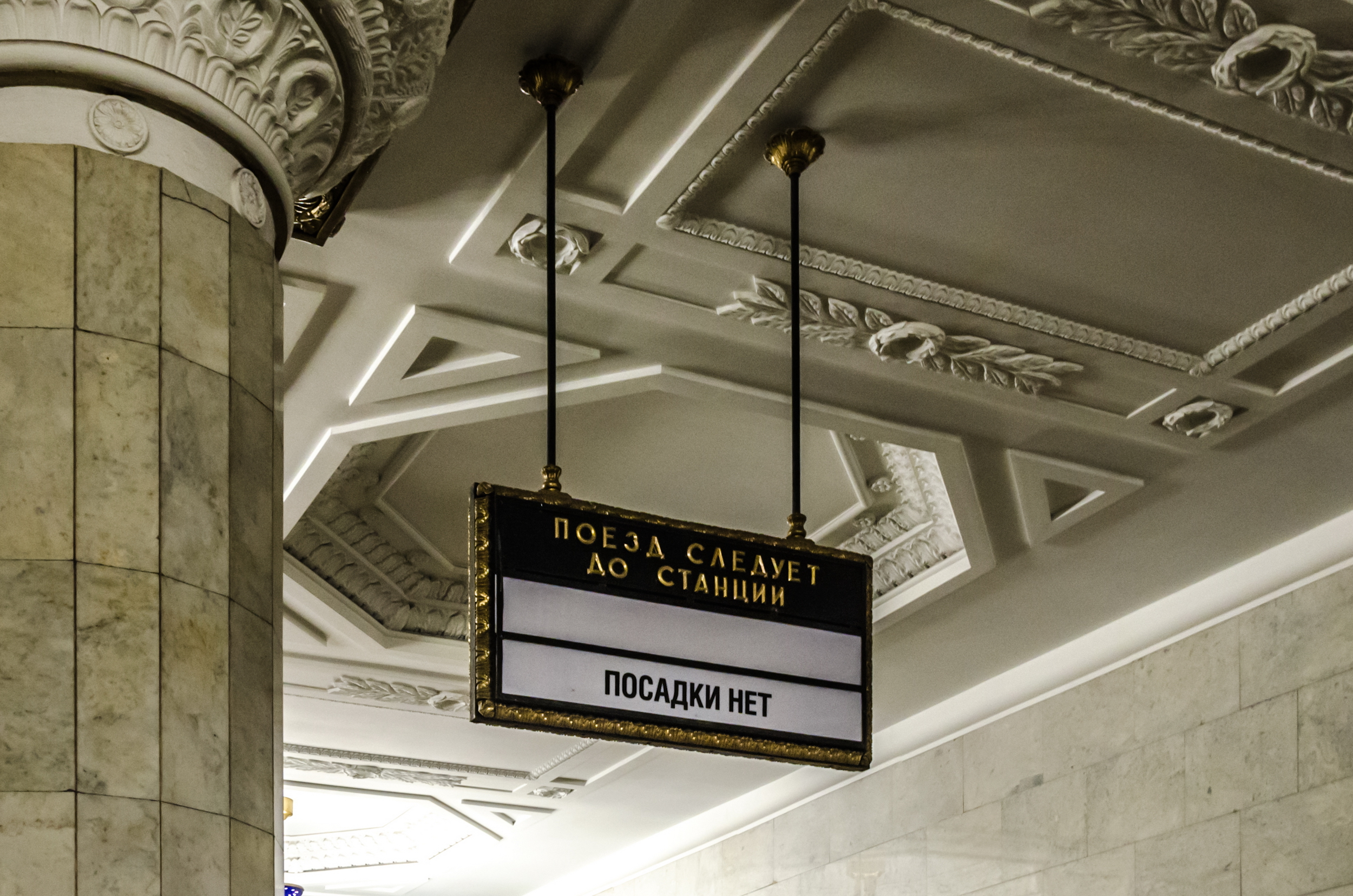
Информационный щит

Плоское перекрытие зала поддерживают 46 колонн. Не все колонны круглые в плане: при входе на станцию потолок поддерживают две квадратные колонны. Из них 30 облицованы мрамором, а 16 — декоративными пластинами из литого стекла с обратным рельефом. Стекло в качестве облицовочного материала в метро было применено впервые. Для предотвращения растрескивания стекла при осадке бетонных опорных конструкций колонн стеклянные панели закреплены с помощью декоративной металлической ленты, обвивающей колонны. Ленинградские архитекторы нашли такой способ закрепления плит на бетоне, который обеспечил их сохранность.
Внутренняя поверхность стеклянных панелей имеет гранёный рельеф, с углом граней 80 градусов. Благодаря такой огранке создается оптический эффект — свет отражается от граней прежде, чем достигает бетона, и прозрачное стекло перестаёт просвечивать. Поэтому становятся не видны опорные конструкции под стеклом, и все колонны кажутся стеклянными монолитами. Идею применения такого решения подсказал профессор кафедры теоретической физики Пермского государственного университета Г. З. Гершуни.
Станцию освещают массивные люстры, расположенные по центру зала и над станционными платформами.
Первоначальный проект предусматривал остекление и внутреннюю подсветку всех колонн подземного зала. Однако подрядчик не успевал полностью выполнить отливку к сдаче объекта, и колонны временно облицевали камнем. Но после выступлений Н. С. Хрущёва против «архитектурных излишеств» к вопросу об облицовке остальных колонн больше не возвращались.
Тема оформления станции — оборона Ленинграда. Люстры, светильники, орнаменты решёток украшены лавровыми ветвями, золочёными мечами и другими эмблемами воинской доблести. Торцевую стену центрального подземного зала украшает мозаичное панно «Победа», с изображением женщины с младенцем, работы художников В. А. Воронецкого и А. К. Соколова.

## Особенности проекта и станции

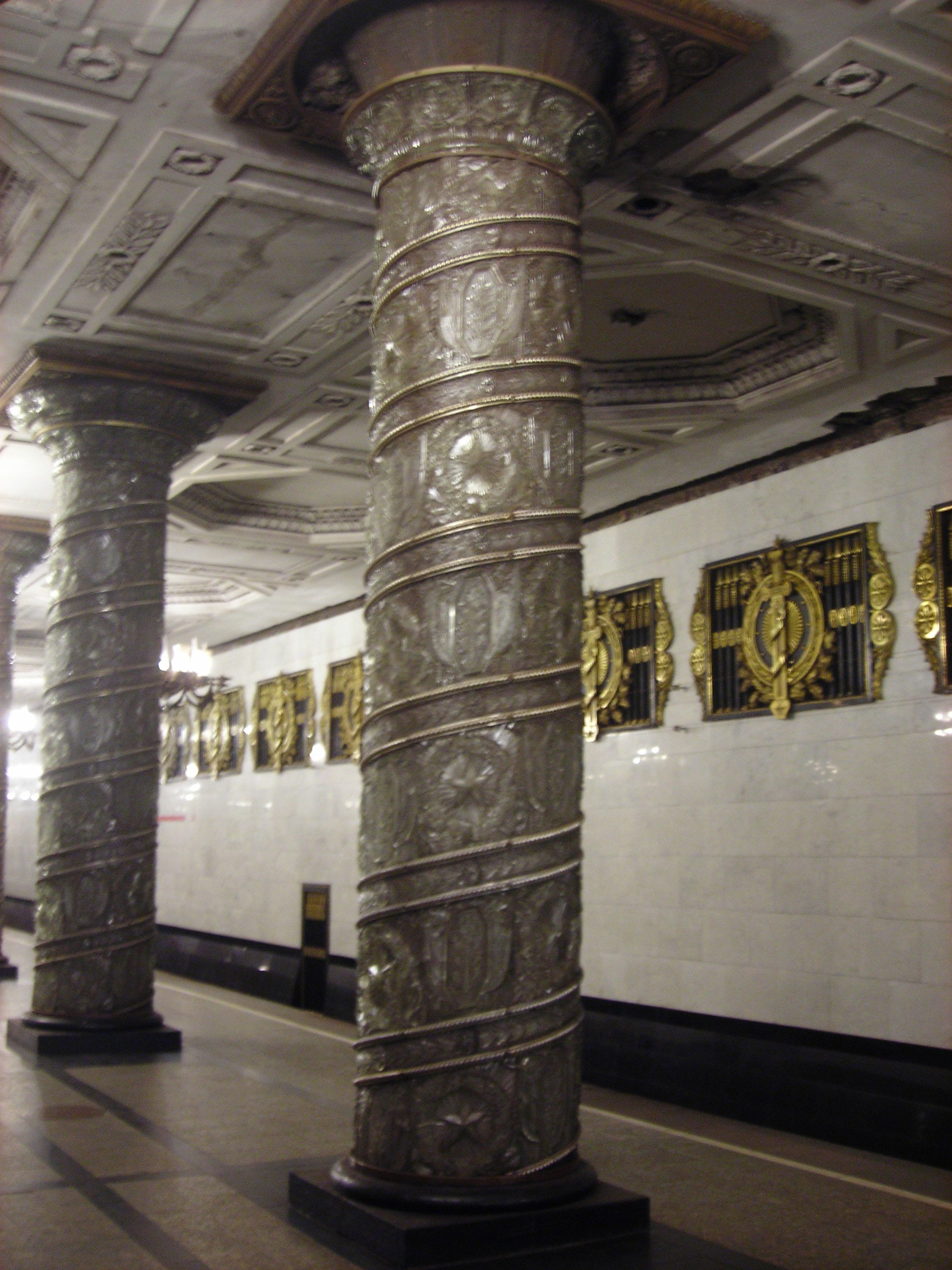
Колонны и путевая стена с решётками

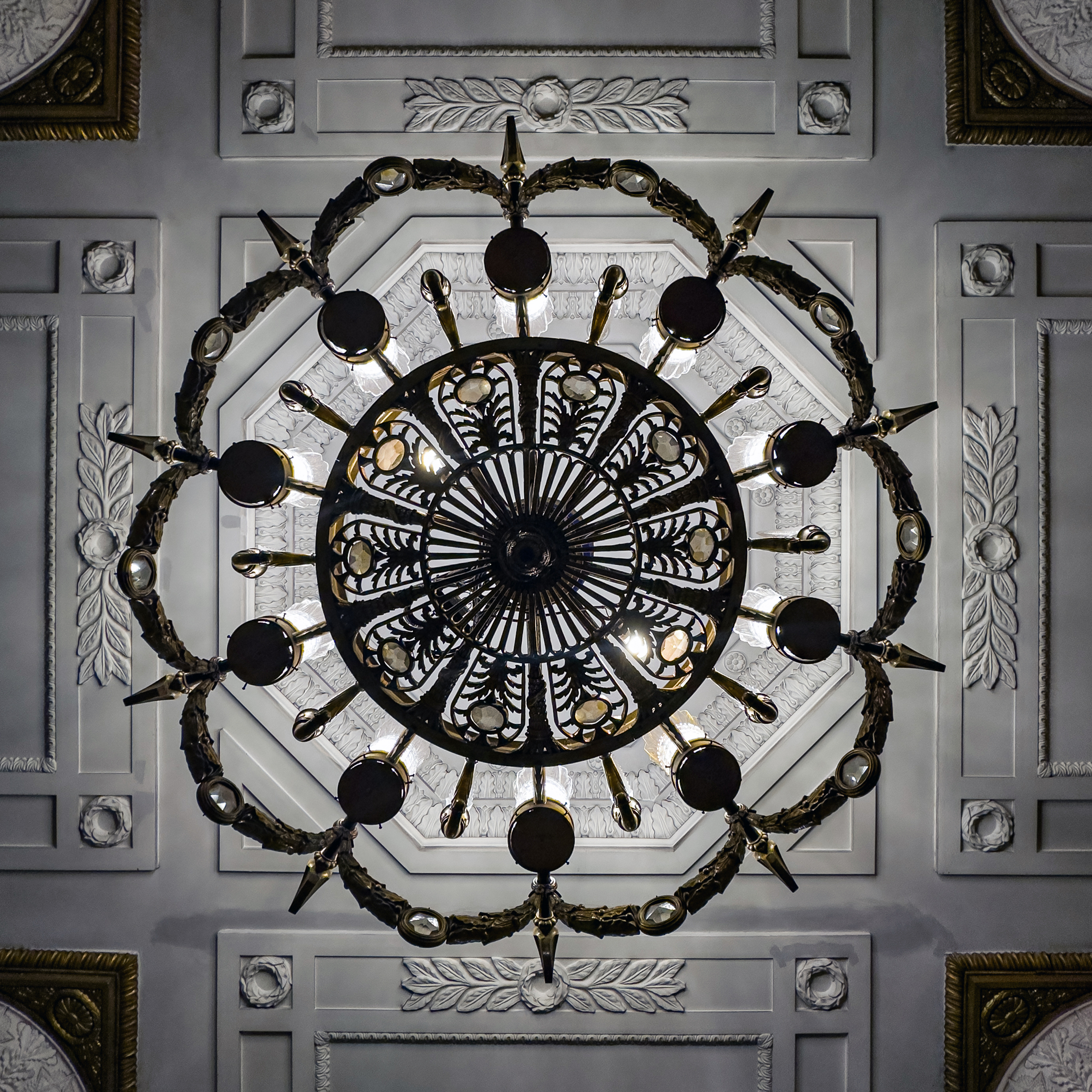
Люстра подземного зала

Фрагмент колонны

Тоннели, соединяющие станцию «Автово» с электродепо «Автово», проходят под рекой Красненькой в пластических глинах и суглинках, насыщенных водой. Из-за этого метростроители для проходки участка к депо использовали замораживание грунта.
«Автово» стала первой станцией метро, сохранившей в своём имени ойконим (название исторической части), причём финского происхождения. Прежде здесь находилась деревня «Аутово», от которой местность и приобрела своё название.
«Автово» стала первой станцией ленинградского метрополитена без эскалаторов. Долгое время на выходе не было турникетов (была единственной такой станцией до 1966 года).
На станции сохранилось табло, которое показывает, пойдёт ли поезд дальше или в депо.

## Загруженность станции
По данным рекламного агентства «Проспект» станцией ежедневно пользуются около 41,5 тысяч человек, ежемесячно — 1 245 000 человек.

## Путевое развитие
За станцией расположена двухпутная служебная соединительная ветвь, ведущая в электродепо ТЧ-1 «Автово» и ТЧ-2 «Дачное». Служебная соединительная ветвь выполнена в виде шестистрелочного оборотного тупика. Из окна поезда в обе стороны линии (по I и II главным путям) можно увидеть перекрёстный съезд между третьим и четвёртым станционными путями; по II главному пути также может идти встречный поезд.

## Наземный транспорт

### Автобусные маршруты

#### Городские
| №    | Пересадки                                                                                                 | Конечный пункт 1                               | Конечный пункт 2       |
| ---- | --- | ---------------------------------------------- | ---------------------- |
| 2А   | Лигово | проспект Маршала Жукова                        | Комсомольская площадь  |
| 17   | — | Угольная гавань                                | АС «Кировский завод»   |
| 18   | Ленинский проспект Дачное Ульянка                                                                         | улица Стойкости                                | Завод «Северная верфь» |
| 20   | — | Стадион «Пингвин»                              | АС «Кировский завод»   |
| 26   | Ленинский проспект Московская Парк Победы Электросила Московские ворота Обводный канал Лиговский проспект | Площадь Восстания Маяковская Московский вокзал | АС «Кировский завод»   |
| 66   | Нарвская Кировский завод                                                                                  | Путиловская набережная                         | АС «Кировский завод»   |
| 73   | Ленинский проспект Кировский завод                                                                        | Счастливая улица                               | Нарвская               |
| 83   | — | улица Доблести                                 | АС «Кировский завод»   |
| 108  | — | Южное кладбище                                 | АС «Кировский завод»   |
| 145  | Проспект Ветеранов                                                                                        | Красное село, Октябрьская улица                | АС «Кировский завод»   |
| 145Б | Проспект Ветеранов                                                                                        | Красное село, Геологическая улица              | АС «Кировский завод»   |
| 145Э | Проспект Ветеранов                                                                                        | Красное село, Октябрьская улица                | АС «Кировский завод»   |
| 200  | — | Ораниенбаум-1                                  | АС «Кировский завод»   |
| 201  | — | Новый Петергоф                                 | АС «Кировский завод»   |
| 204Э | — | Ораниенбаум-1                                  | Комсомольская площадь  |
| 210  | Старый Петергоф                                                                                           | Петергоф, университет                          | АС «Кировский завод»   |
| 229  | Сосновая поляна                                                                                           | Сергиево                                       | АС «Кировский завод»   |
| 245  | Проспект Ветеранов                                                                                        | Красное село, Красногородская улица            | АС «Кировский завод»   |
| 260  | — | Лигово                                         | Комсомольская площадь  |
| 300  | — | Сергиево                                       | АС «Кировский завод»   |

#### Пригородные
| №    | Пересадки                                  | Конечный пункт 1             | Конечный пункт 2              |
| ---- | ------------------------------------------ | ---------------------------- | ----------------------------- |
| 401  | Кронштадтская Колония Бронка Дубочки       | Автово                       | Сосновый Бор, проспект Героев |
| 401А | Кронштадтская Колония Бронка Дубочки 68 км | Автово                       | Сосновый Бор, проспект Героев |
| 481  | —                                          | АС «Кировский завод»         | Ропша                         |
| 482  | —                                          | АС «Кировский завод»         | Шёлково                       |
| 482В | —                                          | АС «Кировский завод»         | Каськово                      |
| 484  | —                                          | АС «Кировский завод»         | Андреевка                     |
| 487  | —                                          | АС «Кировский завод»         | Зимитицы                      |
| 655  | Волосово                                   | Автово                       | Волосово                      |
| 833А | Нарвская Кировский завод                   | Балтийская Балтийский вокзал | Калитино                      |
| 841  | Автово                                     | Автово                       | Усть-Луга                     |
| 842  | Автово                                     | Автово                       | Кингисепп                     |
| 851  | Автово Сланцы                              | Автово                       | Сланцы                        |
| 888  | Нарвская Кировский завод                   | Балтийская Балтийский вокзал | Извара Волосово               |

### Трамвайные маршруты
| №  | Пересадки       | Конечный пункт 1       | Конечный пункт 2           |
| -- | --------------- | ---------------------- | -------------------------- |
| 36 | Кировский завод | Оборонная улица        | Стрельна                   |
| 52 | —               | завод «Северная верфь» | Сосновая Поляна            |
| 56 | —               | завод «Северная верфь» | улица Маршала Казакова, 22 |
| 60 | —               | завод «Северная верфь» | ЛЭМЗ                       |

### Троллейбусные маршруты
| №  | Пересадки                          | Конечный пункт 1  | Конечный пункт 2 |
| -- | ---------------------------------- | ----------------- | ---------------- |
| 20 | Проспект Ветеранов Кировский завод | Авангардная улица | Нарвская         |

## Ремонт
С 2006 года на станции началась деформация путевых стен в связи с просадкой грунта и приходом гидроизоляции в негодность, на стенах стали появляться ржавые подтёки и трещины.
С 2007 года на станции производится капитальный ремонт путевых стен. Работы осложняются тем, что работать приходится в ночное «окно», так как по этой станции осуществляется движение хозяйственных поездов.
Работы по гидроизоляции путевых стен проводились силами НПО «Спецгидроизоляция». Новая гидроизоляция стен является трёхслойной: после снятия старой облицовки в стенах станции проделываются отверстия, в которые нагнетается цемент, заполняющий пустоты. Второй этап — впрыскивание пенополиуретана под большим давлением (заделка микротрещин). Третий слой гидроизоляции — стены обмазывают цементом со специальными добавками. Но эта технология не даёт стопроцентной гарантии, и мраморные плиты облицовки крепят на специальные кассеты, вследствие чего при установке между несущей стеной и мрамором получается двухсантиметровый зазор. Этот зазор позволяет сбрасывать воду в трубы водоотвода, не давая ей соприкасаться с облицовкой.
Летом 2007 года были закончены работы по ремонту гидроизоляции тоннелей и начаты облицовочные работы, которые были завершены, как и планировалось, в конце 2009 года.
С октября 2010 по декабрь 2012 года на станции производился капитальный ремонт потолка в связи с необходимостью усиления гидроизоляции. При этом подверглись замене как несущие конструкции подвесного потолка, так и декоративные элементы оформления, которые по окончании работ были воссозданы в прежнем виде. Для предотвращения растрескивания художественного стекла, которым отделана часть колонн, на период ремонта они были укреплены щитовыми досками.

## В массовой культуре
- Станция упоминается в постапокалиптическом романе Владимира Березина «Путевые знаки». Говорится, что из-за своего мелкого заложения «Автово» является заброшенной станцией, подвергнутой радиационному заражению.
- События в 162 эпизоде мультфильма «Масяня» происходят, в том числе, на платформе станции «Автово».